# Allium chamaespathum
Allium chamaespathum — вид рослин з родини амарилісових (Amaryllidaceae); поширений на півдні Албанії, в Греції.

## Опис
Цибулина яйцювата, 1.8–2.5 см у діаметрі; без цибулинок. Стебло (10)25–30(60) см. Листків 2–3, до 30 см × 4 мм, порожнисто-циліндричні, поздовжньо жолобчасті зверху. Зонтик діаметром 3–4.5 см, півсферичний чи сферичний; квітконіжки майже рівні. Оцвітина циліндрична; листочки оцвітини 4–4.5 × 1.3–1.8 мм, білі чи тьмяно-зелені, вузько-довгасті; зовнішні округлі на верхівці, внутрішні — завершуються різко. Коробочка ≈ 5 мм. 
Період цвітіння: (липень) серпень — жовтень.

## Поширення
Поширений на півдні Албанії, в Греції (на материку, островах Крит, Корфу, Тасос). Вид росте на скелястих (вапняних) гірських схилах від рівня моря до 2135 м, а також трапляється на узбіччях доріг.

## Загрози й охорона
Потрібні подальші дослідження для збору інформації про потенційні загрози для цього виду. Вважається загроженим на півдні Греції.